# Ligament sacro-coccygien latéral
Les ligaments sacro-coccygiens latéraux sont deux ligaments de l'articulation sacrococcygienne.
Ils sont constitués de trois faisceaux : un faisceau médial, un faisceau moyen et un faisceau latéral.
Le faisceau médial relie la corne sacrale à la petite corne coccygienne.
Le faisceau moyen relie la corne sacrale à la grande corne de la première vertèbre coccygienne.
Le faisceau latéral unit l'angle latéral du sacrum à la grande corne du coccyx. Ce faisceau est l'équivalent des ligaments inter-transversaires des autres articulations vertébrales et forme le ligament intercorne.
Les ligaments sacro-coccygiens latéraux complètent le dernier foramen intervertébral.